# Artëm Vol'vič
Artëm Aleksandrovič Vol'vič (in russo Артём Александрович Вольвич?; Nižnevartovsk, 22 gennaio 1990) è un pallavolista russo, centrale dello Zenit-Kazan.

## Carriera

### Club
La carriera di Artëm Vol'vič inizia nelle formazioni giovanili del Samotlor, dove rimane fino all'esordio in prima squadra, avvenuto nella Superliga 2008-09. In seguito alla retrocessione del club di Nižnevartovsk si trasferisce all'Ural, senza riuscire a ottenere risultati importanti nelle due annate di permanenza.
Dal campionato 2011-12 è tesserato per la Lokomotiv Novosibirsk, società con cui ottiene i primi successi della sua carriera: vince infatti la Coppa di Russia 2011 e la Champions League 2012-13; partecipa inoltre alla Coppa del Mondo per club 2013, competizione che chiude al secondo posto.
Nella stagione 2016-17 passa allo Zenit-Kazan, con cui si aggiudica sei Supercoppe russe, otto Coppe di Russia, due Champions League, cinque scudetti e il campionato mondiale per club 2017.

### Nazionale
Negli anni di carriera a Nižnevartovsk ottiene le prime convocazioni nelle nazionali giovanili russe, con le quali partecipa a due campionati europei under 20, ottenendo la medaglia di bronzo nell'edizione 2008, e a due mondiali under 21.
Dal 2013 viene convocato dalla nazionale maggiore e conquista la medaglia d'oro nel campionato europeo e nella Grand Champions Cup; l'anno successivo partecipa al campionato mondiale in Polonia; negli anni successivi si aggiudica la medaglia d'oro al campionato europeo 2017 e alla Volleyball Nations League 2018.
Nel 2021 vince la medaglia d'argento ai Giochi della XXXII Olimpiade di Tokyo gareggiando con la squadra del Comitato Olimpico Russo sotto la sigla ROC, a seguito dell'esclusione della Russia per la questione riguardante il doping di Stato.

## Palmarès

### Club
- Campionato russo: 5

2016-17, 2017-18, 2022-23, 2023-24, 2024-25
- Coppa di Russia: 8

2011, 2016, 2017, 2018, 2019, 2021, 2022, 2023
- Supercoppa russa: 6

2016, 2017, 2018, 2020, 2023, 2024
- Campionato mondiale per club: 1

2017
- CEV Champions League: 3

2012-13, 2016-17, 2017-18

### Nazionale (competizioni minori)
- Campionato europeo under 20 2008
- Universiade 2013
- Memorial Hubert Wagner 2017
- Memorial Hubert Wagner 2018

### Premi individuali
- 2016 - Giochi della XXXI Olimpiade: Miglior centrale
- 2016 - Campionato mondiale per club: Miglior centrale
- 2017 - Champions League: Miglior centrale
- 2019 - Campionato mondiale per club: Miglior centrale